# Таврокатапсия
Тавроката́псия (от др.-греч. ταυροκαθάψια) — ритуальные прыжки через быка, известные по художественным материалам минойской цивилизации.
При раскопках царского дворца в Кноссе были найдены фрески с изображёнными на них так называемыми «играми с быками». Так, на одной из них представлен акробат, хватающий быка за рога и перепрыгивающий через его спину. По-видимому, обряд «игр с быками» представлял собой религиозный ритуал, служивший неотъемлемой частью критского культа быка.
Сходные мотивы обнаруживаются в археологических материалах бронзового века, происходящих из Хеттского царства, Сирии, Бактрии и долины Инда. Почитание быка и бой с быком — распространённый мотив средиземноморских культур Старой Европы. Его пережитком является коррида и «перепрыгивание через быка», которое до сих пор практикуется в некоторых уголках Басконии и Гаскони.
Художественное описание обряда содержится в романе Мэри Рено «Тезей» и в книге И. А. Ефремова «На краю Ойкумены».
|                                   |  |                                         |  |                                      |
| Таврокатапсия на фреске из Кносса |  | Минойская фигурка прыгающего через быка |  | Тавромахия в Мадриде на гравюре Гойи |